# TOLED
El TOLED (acrònim de l'anglès Transparent Organic Light-Emitting Diode) és una tecnologia desenvolupada per Universal Display Corporation (UDC) basada en els  díodes LED orgànics i que es caracteritza per emprar  elèctrodes transparents.

## Explicació tècnica
El principi de funcionament del TOLED, com també la seva estructura, és similar a un OLED convencional. Tant l'un com l'altre, utilitzen materials orgànics emissors de llum que actuen com a  semiconductors i dels quals depèn el color emès, l'eficiència energètica i el temps de vida del dispositiu. A més a més, ambdós utilitzen una capa d'òxid de metall transparent com a ànode.
La gran diferència rau en el fet que en el OLED convencional el càtode consisteix en una capa de metall reflectiu, de manera que només s'emet llum per la superfície inferior del dispositiu, mentre que el TOLED disposa d'un càtode transparent, la qual cosa permet l'emissió de llum per ambdues cares.

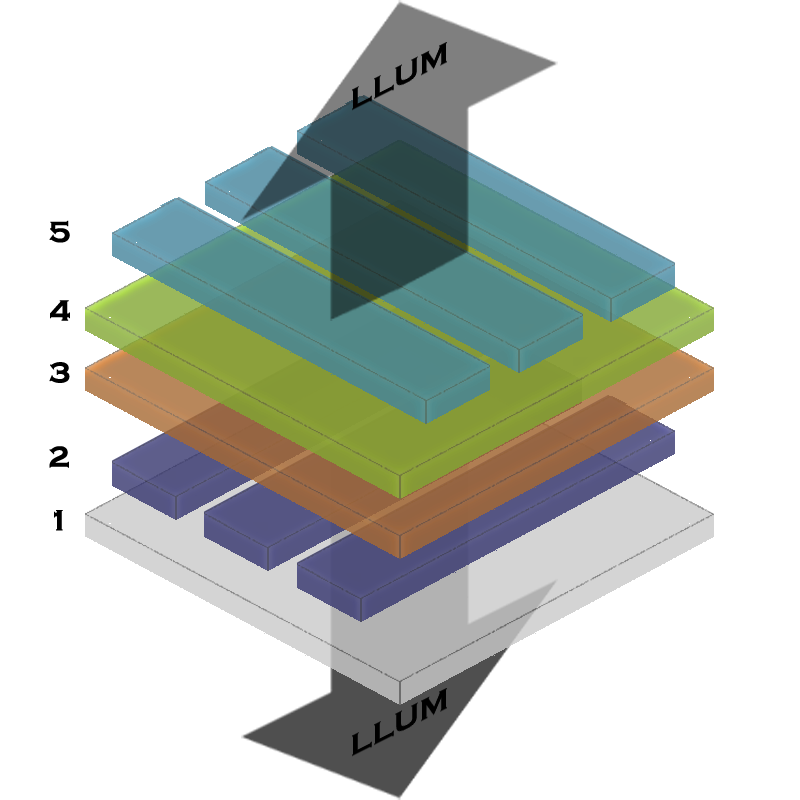
Figura 1. Estructura d'un OLED Transparent.

Figura 2. Esquema de funcionament OLED.

Parts d'un OLED/TOLED:
1. Substrat: actua com a suport dels components.
2. Ànode: allibera protons.
3. Capa conductora: material orgànic; polímer.
4. Capa emissora: material orgànic; polímer.
5. Càtode: allibera electrons.

## Característiques
La tecnologia TOLED posseeix certes característiques a tenir molt en compte per a futures aplicacions:
- Transparència i lluminositat ajustable.
- Bidireccionalitat d'emissió: la llum pot ser transmesa tant per la superfície superior com per la superfície inferior. A més a més, a través de determinats tractaments, podem aconseguir emetre més quantitat de llum en una direcció que en l'altra.
- Rendiment: elevada eficiència en lluminositat i major temps de vida, en comparació amb els OLEDs convencionals.
- Amb OLEDs Transparents es poden crear pantalles tant de matriu passiva (PMOLED), com de matriu activa (AMOLED).
- Quan estan apagats els poden arribar fins a un 85% de transparència del material del substrat.

## Tecnologies relacionades

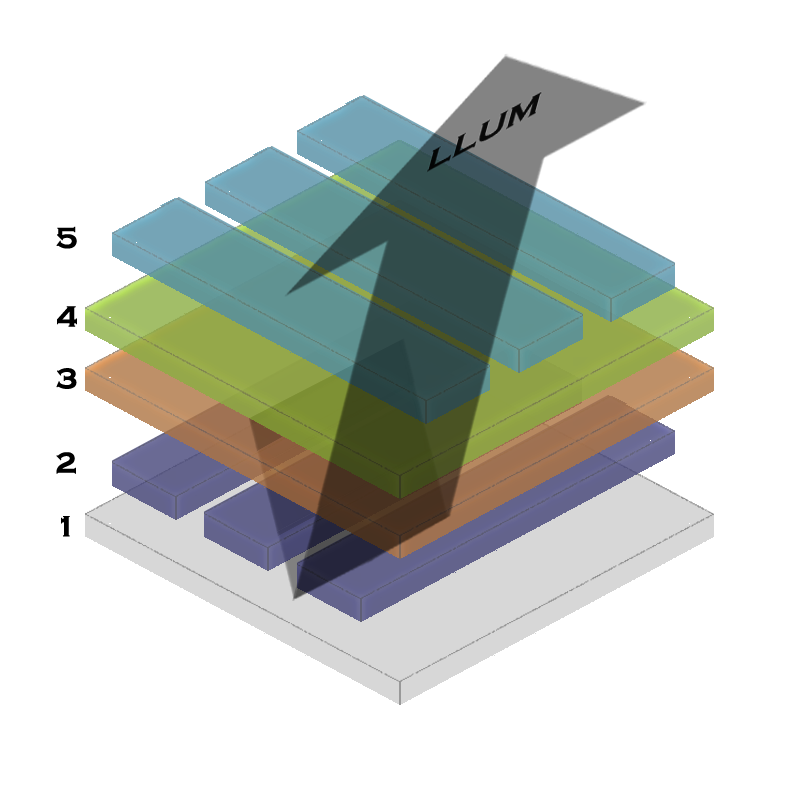
Figura 3. Esquema d'un OLED d'emissió superior.

Algunes de les seves característiques ja s'han començat a explotar, donant lloc a variants del TOLED:
- OLEDs d'emissió superior (Top-emitting OLEDs): a través de l'ús d'un substrat opac o reflexiu és possible fabricar OLEDs únicament d'emissió superior per a aplicacions amb adreçament de matriu activa en les que calgui alta resolució. Això permet millorar l'àrea activa eficaç i el consum de potència de la pantalla, dirigint la llum emesa des del pla posterior del transistor de pel·lícula prima (TFT) que conforma la pantalla, en lloc de dirigir-la a través d'ell. D'aquesta manera, s'obté millor rendiment i una gamma de colors tan àmplia com la que proporciona una pantalla CRT.

A més, gràcies a la possibilitat d'emetre pel càtode en lloc de la part inferior (ànode + substrat), els OLEDs poden ser fabricats sobre superfícies opaques, com per exemple làmines metàl·liques o certs polímers opacs amb característiques de rendiment molt bones pels OLEDs.
- Stocked OLEDs (OLEDs apilats): la propietat de transparència del TOLED, fa possible el disseny de SOLEDs. Aquesta tecnologia es basa en una arquitectura de píxel on, en lloc de tenir els subpíxels posicionats un al costat de l'altre (com en els monitors CRT i LCD), tenim els subpíxels de les tres components RGB col·locats l'un a sobre l'altre. Així doncs, s'aconseguirien pantalles amb un gruix molt menor, a més de permetre obtenir el seu màxim rendiment a través de l'ajustament individual de la intensitat, el color i l'escala de grisos de la pantalla.

## Avantatges i desavantatges
Avantatges:
- No necessiten retroil·luminació (llum de fons).
- Millor contrast amb l'entorn, és a dir, més facilitat per veure la pantalla amb llum de dia.
- Facilitat de combinació amb altres tecnologies similars, com per exemple, el FOLED (OLED Flexible).

Desavantatges:
- Difícil reciclatge.
- Procés de fabricació actualment car.
- L'aigua malmet fàcilment els seus components.
- Quan s'usa una configuració de matriu activa (AMOLED), l'eficiència pot veure’s afectada depenent de la resolució de la pantalla i del disseny del circuit TFT.

## Aplicacions
- Integració del sistema de navegació en el parabrises d'un vehicle.
- Visors acoblats a un casc (Head-Mounted Display)
- Entreteniment → Finestra – Pantalla
- Il·luminació → WOLED (White OLED): en combinació amb aquests emissors de llum blanca, es podrien crear finestres que actuessin com a panells de llum i al mateix temps deixin passar la llum del dia quan aquesta és suficient.